# Bandidus cornutus
Bandidus cornutus är en insektsart som beskrevs av Tim R. New 1985. Bandidus cornutus ingår i släktet Bandidus och familjen myrlejonsländor. Inga underarter finns listade i Catalogue of Life.